# Zofia Zemanek
Zofia Zemanek z domu Kapała (ur. 12 września 1914 w Rzeszowie, zm. 15 lipca 1987) – polska nauczycielka i działaczka komunistyczna, posłanka na Sejm PRL I kadencji.

## Życiorys
1934–1939 studiowała na UJ. 1934–1936 działała w KZMP, a od 1936 do 1938 w KPP. 1939–1940 była kierownikiem pedagogicznym Domu Dziecka w Brunkowicach, następnie do 1941 pielęgniarką w szpitalu we Lwowie. Od 1942 w PPR/PZPR, delegatka na I Zjazd PZPR. 1945–1946 była I sekretarzem Komitetu Powiatowego (KP) PPR w Nowym Sączu, następnie instruktorem Wydziału Propagandy Komitetu Wojewódzkiego (KW) PPR w Krakowie. W 1947 była kierownikiem Wojewódzkiej Szkoły Partyjnej w Krakowie, potem kierownikiem Wydziału Propagandy KW PPR/PZPR w Krakowie. 1949–1950 sekretarz propagandy w tym komitecie. Od lipca 1950 starszy instruktor Wydziału Nauki KC PZPR i p.o. zastępcy kierownika tego Wydziału, a od 24 kwietnia 1952 do 25 maja 1955 kierownik tego Wydziału. W listopadzie 1952 została wybrana posłem na Sejm PRL. Od czerwca do listopada 1956 zastępca kierownika Wydziału.
W 1946 otrzymała Srebrny Krzyż Zasługi.
Pochowana na cmentarzu Rakowickim (XCVII/5/5).